# Schweizer Filmpreis/Beste Darstellerin

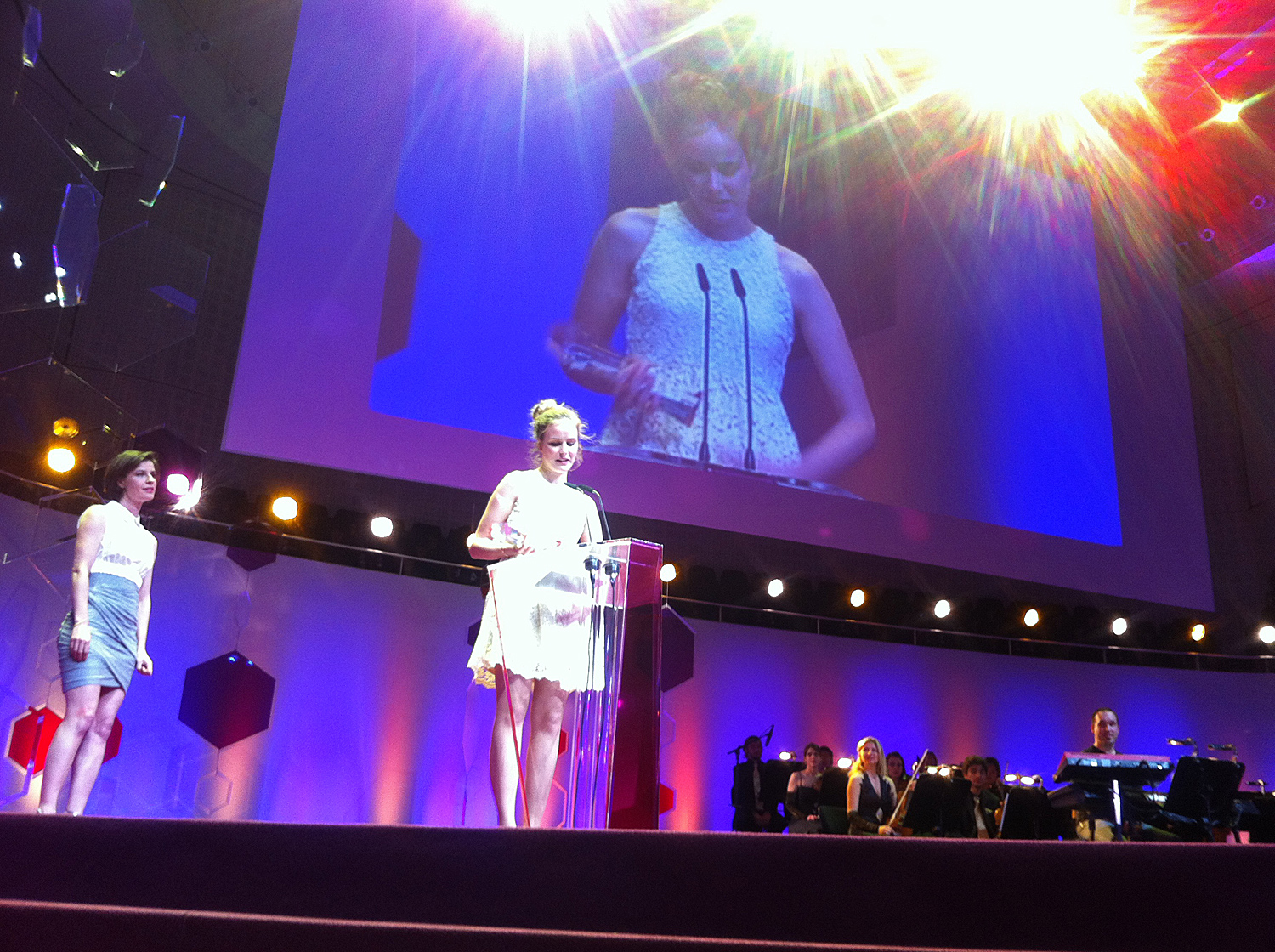
Carla Juri bei der Preisvergabe Quartz 2012

Sämtliche Gewinnerinnen des Schweizer Filmpreises in der Kategorie Beste Darstellerin sind:
| Jahr      | Preisträger                                                                                           | für den Film                                                                                          | Nominierungen                                                                                                   |
| --------- | --- | --- | --- |
| 2000      | Delphine Lanza                                                                                        | Attention aux chiens                                                                                  | Alexandra Tiedemann in Pas de café, pas de télé, pas de sexe Tonia Maria Zindel in Bill Diamond                 |
| 2001      | Sabine Timoteo                                                                                        | L’Amour (L’amour, l’argent, l’amour)                                                                  | Stephanie Glaser in Komiker Dominique Reymond in Les Déstinées sentimentales                                    |
| 2002      | Andrea Guyer Carol Schuler                                                                            | Lieber Brad                                                                                           | Linda Olsansky in Happiness Is a Warm Gun Sibylle Canonica in Bella Martha                                      |
| 2003      | Mona Petri                                                                                            | Füür oder Flamme                                                                                      | Sarah Bühlmann in Dilemma Eva Scheurer in Dilemma                                                               |
| 2004–2007 | Nominierungen und Preisvergabe in den gemischtgeschlechtlichen Kategorien Beste Haupt- und Nebenrolle | Nominierungen und Preisvergabe in den gemischtgeschlechtlichen Kategorien Beste Haupt- und Nebenrolle | Nominierungen und Preisvergabe in den gemischtgeschlechtlichen Kategorien Beste Haupt- und Nebenrolle           |
| 2008      | Sabine Timoteo                                                                                        | Nebenwirkungen                                                                                        | Johanna Bantzer in Der Freund Mona Petri in Hello Goodbye                                                       |
| 2009      | Céline Bolomey                                                                                        | Du bruit dans la tête                                                                                 | Natacha Koutchoumov in Un autre homme Alexandra Prusa in Räuberinnen                                            |
| 2010      | Marie Leuenberger                                                                                     | Die Standesbeamtin                                                                                    | Sunnyi Melles in Giulias Verschwinden Melanie Winiger in Sinestesia                                             |
| 2011      | Isabelle Caillat                                                                                      | All That Remains                                                                                      | Sabine Timoteo in Sommervögel Linda Olsansky in Zu zweit                                                        |
| 2012      | Carla Juri                                                                                            | Eine wen iig, dr Dällebach Kari                                                                       | Lisa Brand in Der Verdingbub Stephanie Glaser in Motel                                                          |
| 2013      | Sibylle Brunner                                                                                       | Rosie                                                                                                 | Mona Petri in Verliebte Feinde Sabine Timoteo in Cyanure                                                        |
| 2014      | Ursina Lardi                                                                                          | Traumland                                                                                             | Sonja Riesen in Der Goalie bin ig Bettina Stucky in Traumland                                                   |
| 2015      | Sabine Timoteo                                                                                        | Driften                                                                                               | Ursina Lardi in Unter der Haut Sylvie Marinković in Cure – Das Leben einer Anderen (Cure – The Life of Another) |
| 2016      | Beren Tuna                                                                                            | Köpek                                                                                                 | Annina Walt in Amateur Teens Annina Walt in Nichts passiert                                                     |
| 2017      | Marie Leuenberger                                                                                     | Die göttliche Ordnung                                                                                 | Liliane Amuat in Skizzen von Lou Tilde von Overbeck in Aloys                                                    |
| 2018      | Luna Wedler                                                                                           | Blue My Mind                                                                                          | Loane Balthasar in Sarah joue un loup-garou Monica Gubser in Die letzte Pointe                                  |
| 2019      | Judith Hofmann                                                                                        | Der Unschuldige                                                                                       | Julia Föry in Pearl Sarah Sophia Meyer in Zwingli                                                               |
| 2020      | Miriam Stein                                                                                          | Moskau Einfach!                                                                                       | Sabine Timoteo in Tambour battant Beren Tuna in Al-Shafaq                                                       |
| 2021      | Sarah Spale                                                                                           | Platzspitzbaby                                                                                        | Luna Mwezi in Platzspitzbaby Rachel Braunschweig in Spagat                                                      |
| 2022      | Claudia Grob                                                                                          | La Mif                                                                                                | Marie Leuenberger in Stürm: Bis wir tot sind oder frei Ella Rumpf in Soul of a Beast                            |
| 2023      | Stéphanie Blanchoud                                                                                   | Die Linie                                                                                             | Michèle Brand in Drei Winter Valentina Di Pace in 99 Moons                                                      |
| 2024      | Ella Rumpf                                                                                            | Die Gleichung ihres Lebens (Le Théorème de Marguerite)                                                | Julia Jentsch in 8 Tage im August Ursina Lardi in Die Nachbarn von oben                                         |
| 2025      | Lætitia Dosch                                                                                         | Hundschuldig (Le procès du chien)                                                                     | Julia Buchmann in Friedas Fall Luna Wedler in Jakobs Ross                                                       |